# Schefflera bourdillonii
Schefflera bourdillonii là một loài thực vật có hoa trong Họ Cuồng cuồng. Loài này được Gamble miêu tả khoa học đầu tiên năm 1919.